# Yūhi Fujinami
Yūhi Fujinami (jap. 藤波勇飛 Fujinami Yūhi; ur. 27 maja 1996) – japoński zapaśnik walczący w stylu wolnym. Brązowy medalista mistrzostw świata z 2017, a także igrzysk azjatyckich w 2018. Trzeci w Pucharze Świata w 2018. Wicemistrz świata juniorów w 2015, a trzeci w 2016 roku.